# Flugplatz Mosbach-Lohrbach

i7
i11
i13

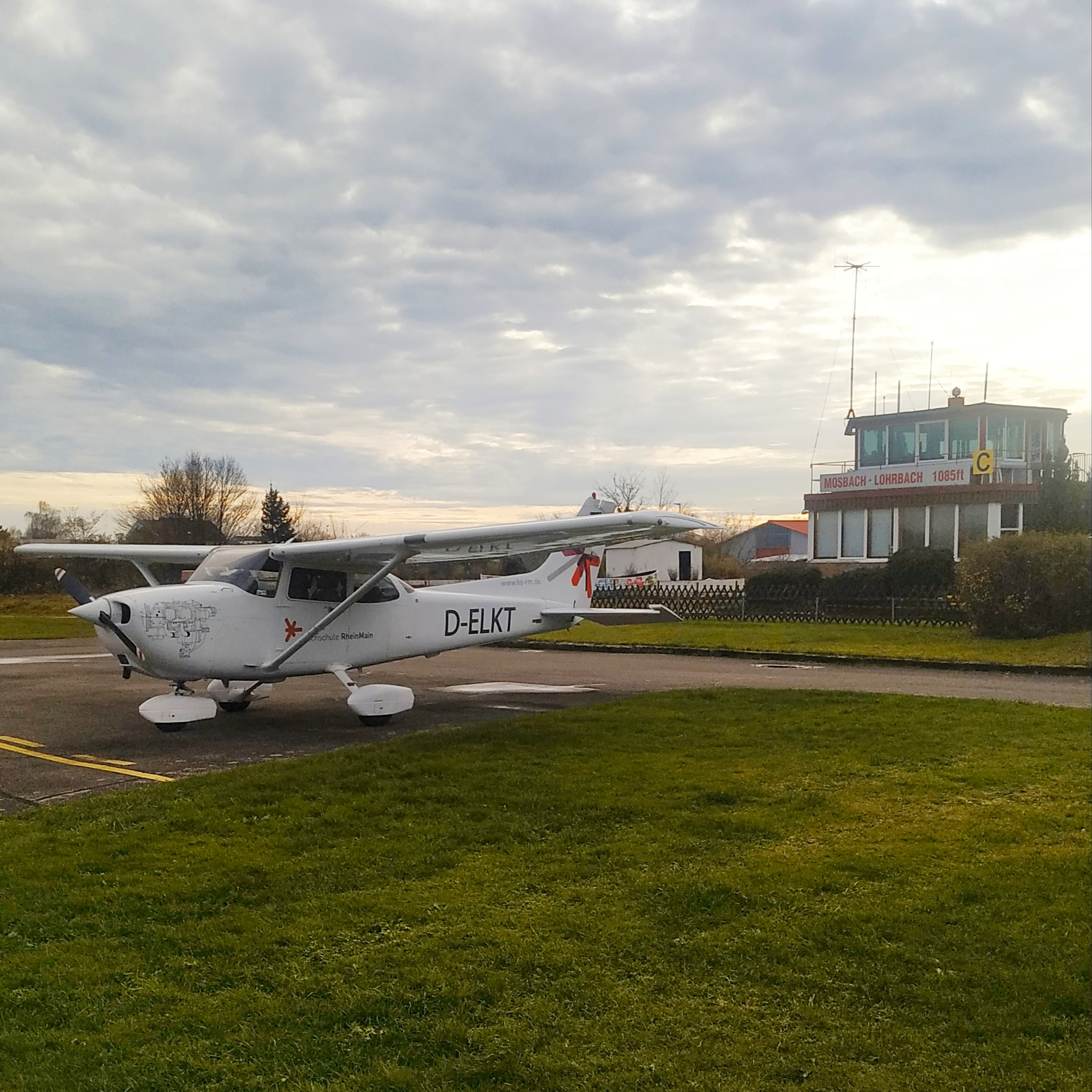
Turm des Flugplatzes und geparkte Cessna 172

Der Flugplatz Mosbach-Lohrbach (ICAO-Code: EDGM) ist ein deutscher Verkehrslandeplatz bei der baden-württembergischen Stadt Mosbach.

## Daten
Der Flugplatz liegt ca. 6 km nördlich von Mosbach, im Stadtteil Lohrbach. Er ist zugelassen für Helikopter, Motorsegler (GLDP), Segelflugzeuge (GLD), Ballon PPR, Ultraleicht (bis 3000 kg, PPR 4000 kg).
Der Flugplatz Mosbach-Lohrbach wurde zwischen 1977 und 1992 als temporäre Motorsport-Rennstrecke genutzt. Im April 1977 und im Juni 1978 organisierte der AC Schriesheim Motorradrennen, die ab 1979 auf den Flugplatz Speyer ausgetragen wurden und später zur Deutschen Motorrad-Straßenmeisterschaft zählten. Zwischen 1982 und 1992 fanden mit einem anderen Veranstalter unter dem Namen Odenwald-Serienmotorradrennen weitere Rennen statt.